# Les Gaulois au-delà du mythe
Pour plus de détails, voir Fiche technique et Distribution.
Les Gaulois au-delà du mythe est un documentaire réalisé par Jean-Jacques Beineix en 2013. Il expose les découvertes majeures effectuées au sujet des Gaulois au cours des trente années précédentes grâce aux progrès de l'archéologie préventive.

## Résumé
L'introduction du documentaire rappelle que les Gaulois, qui recouraient rarement à l'écriture et ont été vaincus par les Romains à l'issue de la guerre des Gaules au Ier siècle av. J.-C., n'ont laissé que très peu de traces de leur passage. Les écrits antiques qui les concernent témoignent avant tout du regard que portaient sur eux les Grecs et les Romains, regard non dépourvu de préjugés ou de déformations. Ces textes sont à l'origine d'un mythe des Gaulois, qui auraient été barbares, auraient vécu dans des huttes dans une Gaule presque entièrement recouverte de forêts, etc. Ce mythe se trouve renforcé au XIXe siècle par les historiens du Second Empire, puis de la IIIe République, qui l'utilisent pour renforcer le sentiment national et nourrir un discours civilisateur qui justifie les colonisations. C'est ce mythe des Gaulois que l'archéologie a balayé au cours des trente dernières années, à la suite d'un patient travail et de plusieurs découvertes marquantes.
Le documentaire détaille plusieurs aspects principaux de la culture gauloise. Une grande importance est accordée à l'explication des méthodes archéologiques et de leurs résultats, qui tracent un portrait des Gaulois bien différent de ce qu'on en connaissait auparavant.
L'archéologie aérienne et les fouilles au LIDAR, qui rendent possible de reconstituer les plans de bâtiments, ont abouti à la découverte de très nombreuses fermes et exploitations agricoles. Elles formaient un réseau dense qui montre que la Gaule préromaine n'était nullement couverte de forêt, mais montrait bien plutôt des paysages de vastes cultures. Les cultures conjointes de plusieurs plantes ("cultures de rattrapage" destinées à minimiser le risque de perdre l'ensemble d'une récolte) en place autour du VIe – Ve siècles avant J.-C., laissent place au IIIe siècle av. J.-C. à des monocultures beaucoup plus extensives, qui montrent que les cultivateurs avaient les moyens d'acheter les ressources manquantes en cas de mauvaise récolte.
Les grands sites d'oppida gaulois fouillés depuis quelques décennies, comme Bibracte ou Corent, montrent que les Gaulois vivaient dans ce qu'on peut appeler des villes. Bien que ces villes revêtent pour nous davantage l'allure de villages où les bâtiments étaient assez peu denses, elles ne sont pas très éloignées des villes romaines moyennes de la même époque. Rome, très dense, très étendue et comportant de nombreux bâtiments en pierre, donne une image déformée de l'habitat romain : nombre de villes romaines étaient elles aussi faites de bâtiments en bois.
L'alimentation des Gaulois peut être reconstituée grâce aux restes présents dans plusieurs endroits, notamment les fossés proches des fermes où les Gaulois jetaient leurs ordures. La carpologie, qui étudie les restes de graines et d'autres substances végétales, livre des analyses décisives. L'étude des ossements présents près des habitations et dans les lieux de sociabilité permet, elle, de mieux connaître quel type de viande consommaient les Gaulois. Il apparaît que leur nourriture se composait en majorité de céréales et d'animaux d'élevage, tandis que les produits de la chasse (et notamment le sanglier) y étaient minoritaires.
L'exploitation et le travail des métaux chez les Gaulois étaient extrêmement développées, au point d'atteindre un stade proto-industriel, en particulier dans l'exploitation du fer et dans les mines d'or. Cela offre un contrepoint net aux textes d'auteurs comme Strabon ou Diodore de Sicile, qui décrivaient la Gaule comme un endroit si riche qu'il suffisait de se pencher pour trouver de l'or. En réalité, cet or s'extrayait à plat ventre dans d'étroites galeries de mines situées notamment dans l'actuel Limousin, après quoi il fallait recourir à des techniques complexes pour le dégager de la pierre et du quartz.
L'artisanat gaulois a livré des productions d'une grande finesse, comme le casque d'Agris. Elles sont marquées par un art à première vue abstrait, car très géométrique, mais qui semble mettre en œuvre un langage symbolique que nous connaissons encore mal. Outre les objets en métal, le documentaire détaille des découvertes récentes et majeures, comme celles d'objets en bois au début du XXe siècle (un bouclier et une roue de char) ou celle d'un ensemble d'objets en métal comportant une dizaine de casques surmontés de hauts ornements, et sept carnyx (instruments à vent).
La conclusion du documentaire invite à ne pas basculer d'un extrême à l'autre afin de ne pas changer ces acquis sur les Gaulois en un autre mythe, inversé, qui consisterait à les idéaliser ou à en faire à tout prix une civilisation similaire à celle des Romains.

## Fiche technique
- Titre : Les Gaulois au-delà du mythe
- Réalisation : Jean-Jacques Beineix
- Scénario : Jean-Jacques Beineix et Jonas Rosales
- Production : Arte France, Cargo Films, Inrap, CNRS Image
- Durée : 96 minutes
- Date de diffusion : France : 4 juin 2013

## Conception du film

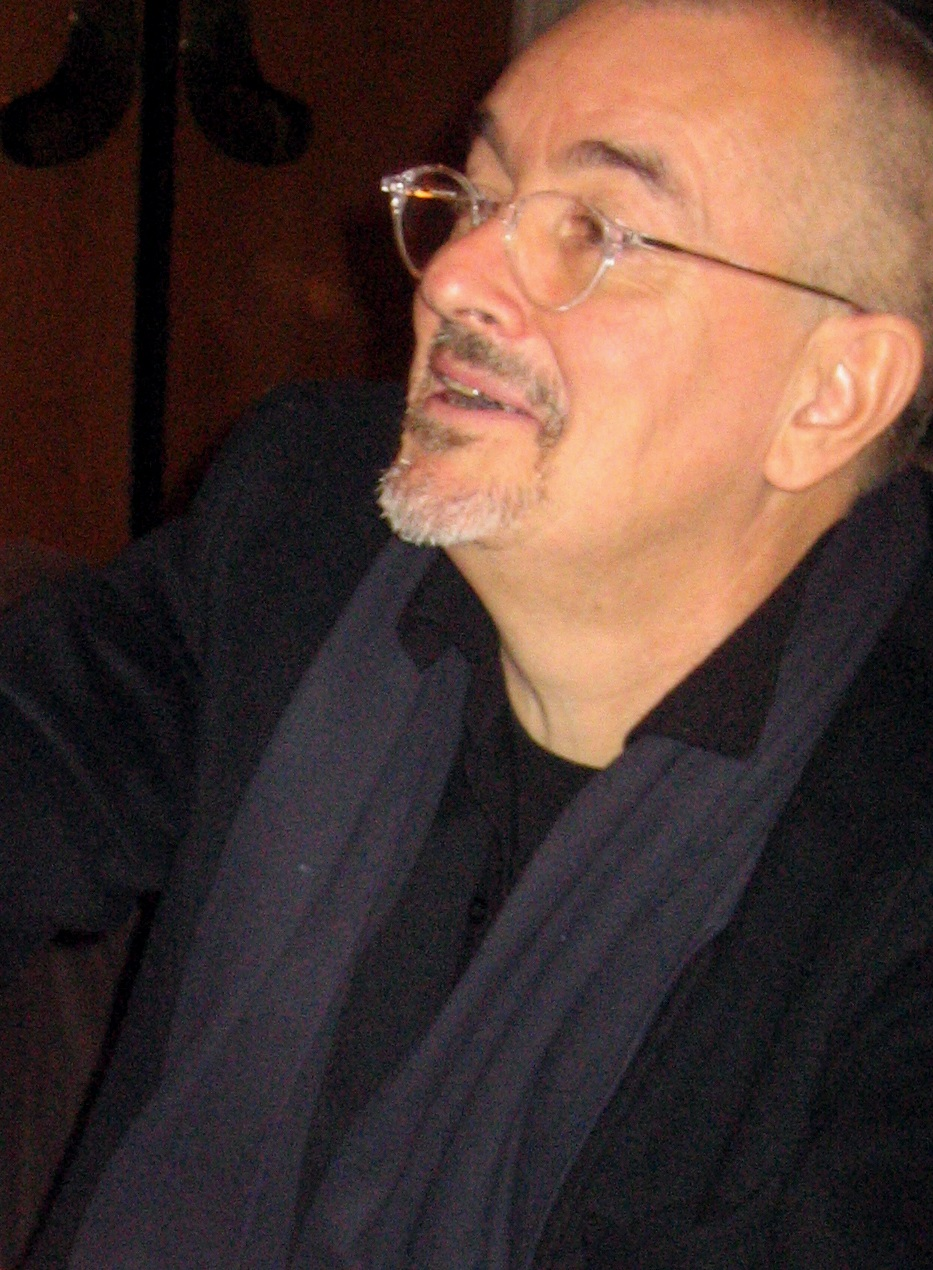
Jean-Jacques Beineix à Amiens en 2006.

Jean-Jacques Beineix explique avoir voulu « démêler l'écheveau de l'Histoire qui évolue entre légende et vérité », après avoir été marqué par les découvertes de l'archéologie récente et par ses rencontres avec les chercheurs au cours de sa phase de documentation. Il dit avoir été surpris, entre autres, de découvrir la forte part de légende dans l'image que l'on avait gardée des Gaulois à la faveur des textes grecs et romains, et d'apprendre que les Romains et les Gaulois se connaissaient bien avant la guerre des Gaules alors que la mémoire collective se focalise sur cette période avec la conquête de la région par Jules César, qui lui apparaît comme « une guerre coloniale, une guerre de conquête, probablement aussi un génocide ».

## Accueil

### Accueil critique
Le journal La Croix apprécie un « documentaire pédagogique et vivifiant ». À l'occasion d'une projection locale en décembre 2013, le quotidien Ouest France juge le documentaire « exceptionnel ». À l'occasion d'une rediffusion en 2015, le quotidien Le Parisien indique : « le cinéaste Jean-Jacques Beineix fait justement le point sur les connaissances actuelles issues des fouilles menées par l'Institut national de recherches archéologiques préventives (Inrap). Et met à mal quelques légendes ». Télé Loisirs voit dans le documentaire « Un voyage dans le passé saisissant, particulièrement bien illustré et avec de nombreux intervenants ». Télé Stars accorde au film deux étoiles sur trois avec ce commentaire : « Un cours d'archéologie moderne extrêmement bavard, parfois fastidieux, qui a toutefois le mérite de réhabiliter un pan de l'Histoire de France ».

### Audimat
Le documentaire est diffusé en France sur la chaîne Arte le 8 juin 2013 à 20h50, à l'occasion des Journées nationales de l'archéologie. Il rassemble 990 000 téléspectateurs et 4.6% de part de marché, selon les statistiques Mediamat / Médiamétrie (ciblant un public de 4 ans et plus). Arte indique qu'il s'agit du record d’audience 2013 du prime-time du samedi pour la chaîne. Proposé en visionnage gratuit sur le site Arte+7, il cumule 27 500 vues en deux jours, ce que la chaîne présente comme « un bon démarrage »,.

## Récompense
Le documentaire remporte le Grand prix du Festival international du film d'archéologie d'Amiens en 2014.

## Diffusion en vidéo
Le documentaire est édité en DVD par Arte France en 2013. Il est ensuite diffusé sous forme de vidéo à la demande.